# Roger Van den Bergh
Roger J. Van den Bergh ist ein belgischer Jurist und emeritierter Hochschullehrer.

## Leben
Nach der Promotion 1982 an der Universität Antwerpen lehrte er von 1994 bis 1998 als Professor (C3) für Zivilrecht an der Universität Hamburg. Von 1987 bis 2001 war er Präsident der Europäischen Vereinigung für Recht und Wirtschaft. Von 2000 bis 2005 war er Direktor des European Master in Law and Economics. Von 2004 bis 2009 war er Erasmus-Mundus-Koordinator des EMLE-Programms. Er war bis 2018 Professor für Recht und Wirtschaft an der Erasmus-Universität Rotterdam.
Seine Forschungsschwerpunkte sind Wettbewerbsrecht, Europäisches Wirtschaftsrecht und Versicherungsrecht.

## Schriften (Auswahl)
Monografien
- mit Eric Dirix: Handels- en economisch recht in hoofdlijnen. Maklu, Antwerpen [u. a.] 1986, ISBN 90-6215-158-2 (6. Aufl.: Intersentia, Antwerpen [u. a.] 2002).
- mit Michael Faure: Objectieve Aansprakelijkheid, Verplichte Verzekering en Veiligheidsregulering. Maklu, Antwerpen 1989, ISBN 90-6215-200-7.
- Economische analyse van het mededingingsrecht. Een terreinverkenning. Gouda Quint, Arnhem 1993, ISBN 90-387-0174-8 (2. Aufl.: Deventer 1997).
- mit Peter D. Camesasca: European competition law and economics. A comparative perspective. Intersentia, Antwerpen [u. a.] 2001, ISBN 90-5095-161-9 (2. Aufl.: Sweet & Maxwell, London 2006 – archive.org).
- The roundabouts of European law and economics. Valedictory lecture delivered on the occasion of the retirement as a professor of law and economics at the Erasmus University Rotterdam on Friday, September 28, 2018 (= Erasmus law lectures. Band 47). Eleven International Publishing, Den Haag 2018, ISBN 978-94-6236-886-6.

Herausgeberschaften
- mit Erling Eide: Law and economics of the environment. Juridisk Forl., Oslo 1996, ISBN 82-7513-034-4.
- mit Antonio Cucinotta, Roberto Pardolesi: Post-Chicago developments in antitrust law. Elgar, Cheltenham [u. a.] 2002, ISBN 1-84376-001-0.
- mit Gerrit De Geest: Comparative law and economics (= The international library of critical writings in economics. Band 170). Drei Teilbände. Elgar, Cheltenham [u. a.] 2004, ISBN 1-84064-477-X.
- mit Alessio M. Pacces: Regulation and economics (= Encyclopedia of law and economics. Band 9). 2. Auflage. Elgar, Cheltenham [u. a.] 2012, ISBN 978-1-84720-343-4.